# هانس-فيرنر شفارتز
هانس-فيرنر شفارتز هو سياسي ألماني، ولد في 21 سبتمبر 1946 في باد برلهبورغ في ألمانيا. نشط حزبياً في الحزب الديمقراطي الحر. وقد انتخب عضو مجلس الشورى الموحد من ولاية سكسونيا السفلى ‏.